# Vortová
Vortová település Csehországban, a Chrudimi járásban. Vortová Jeníkov, Hamry, Kameničky, Studnice, Chlumětín és Herálec településekkel határos. Lakosainak száma 228 fő (2024. január 1.).

## Népesség
A település lakosságának változását az alábbi diagram mutatja:
| Lakosok száma | 534  | 511  | 489  | 411  | 330  | 255  | 243  | 232  | 226  | 228  |
|               | 1869 | 1890 | 1921 | 1950 | 1980 | 2001 | 2017 | 2019 | 2022 | 2024 |